# Alta via della Valle d'Aosta n. 2
L'Alta via della Valle d'Aosta n. 2 (in francese: Haute route de la Vallée d'Aoste n. 2) è un'alta via il cui tracciato si snoda sulla destra orografica (meridionale) della Valle d'Aosta attraversando le seguenti valli laterali: valle di Champorcher, val di Cogne, Valsavarenche, val di Rhêmes, Valgrisenche, vallone di La Thuile e la val Veny.
L'itinerario conduce da Courmayeur a Donnas, con 14 tappe giornaliere che richiedono in media 3-5 ore di marcia ciascuna e rappresenta la prima parte del tracciato del Tor des Géants. Nel primo tratto il percorso tocca in modo particolare il parco nazionale del Gran Paradiso, mentre nella parte conclusiva si snoda nella val Veny di fronte al massiccio del Monte Bianco.

## Elenco delle tappe

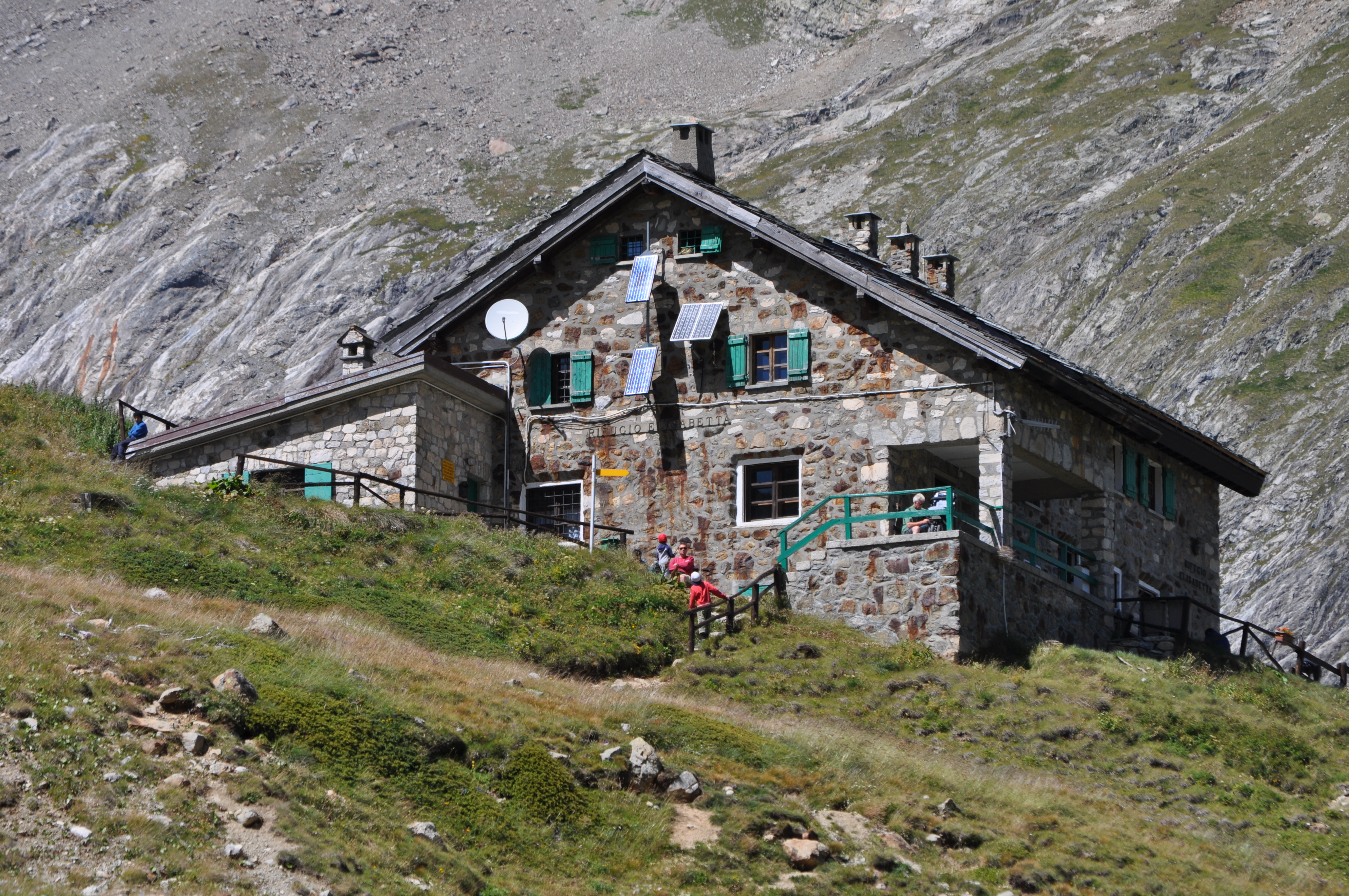
Rifugio Elisabetta

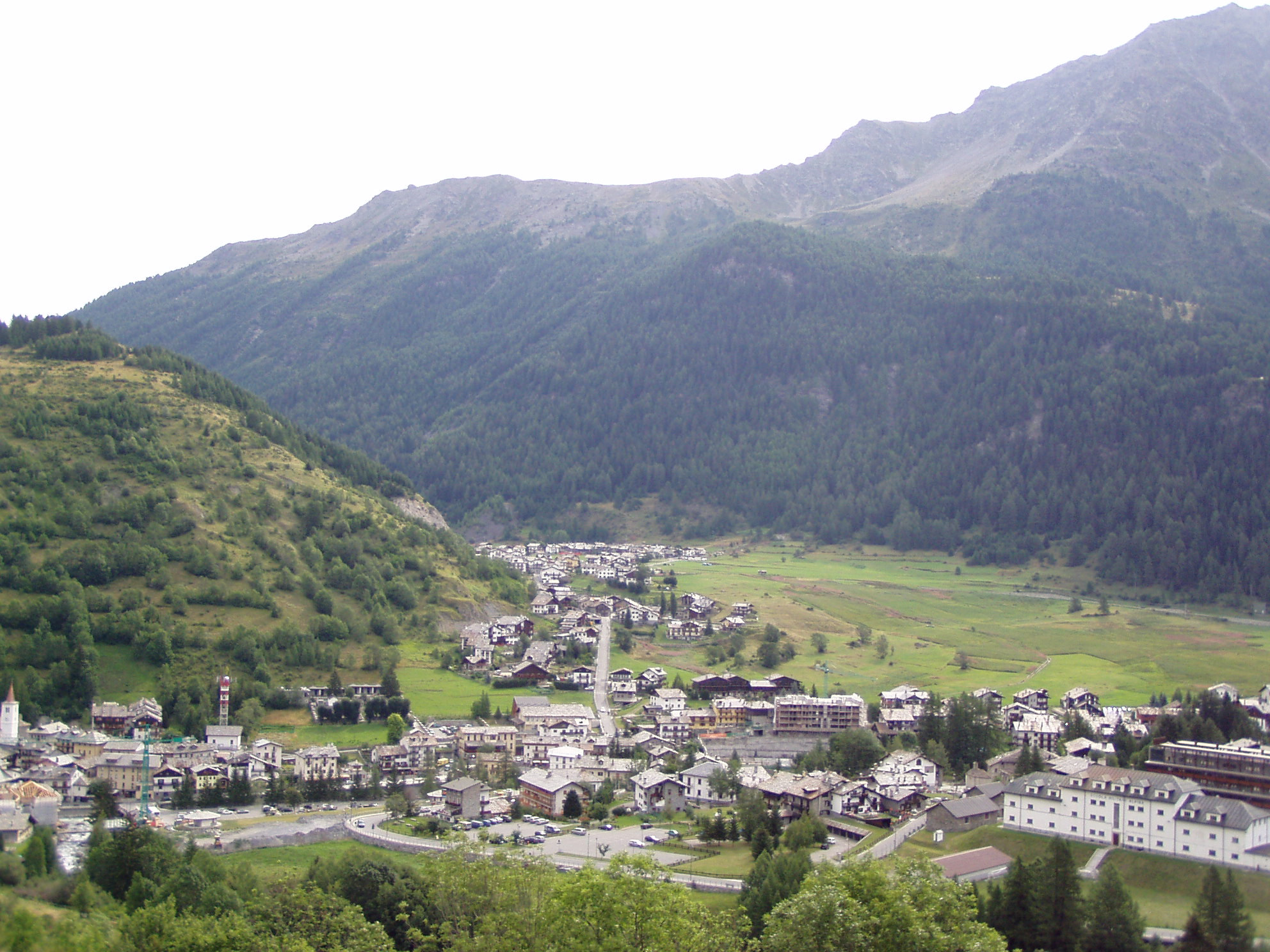
La Thuile

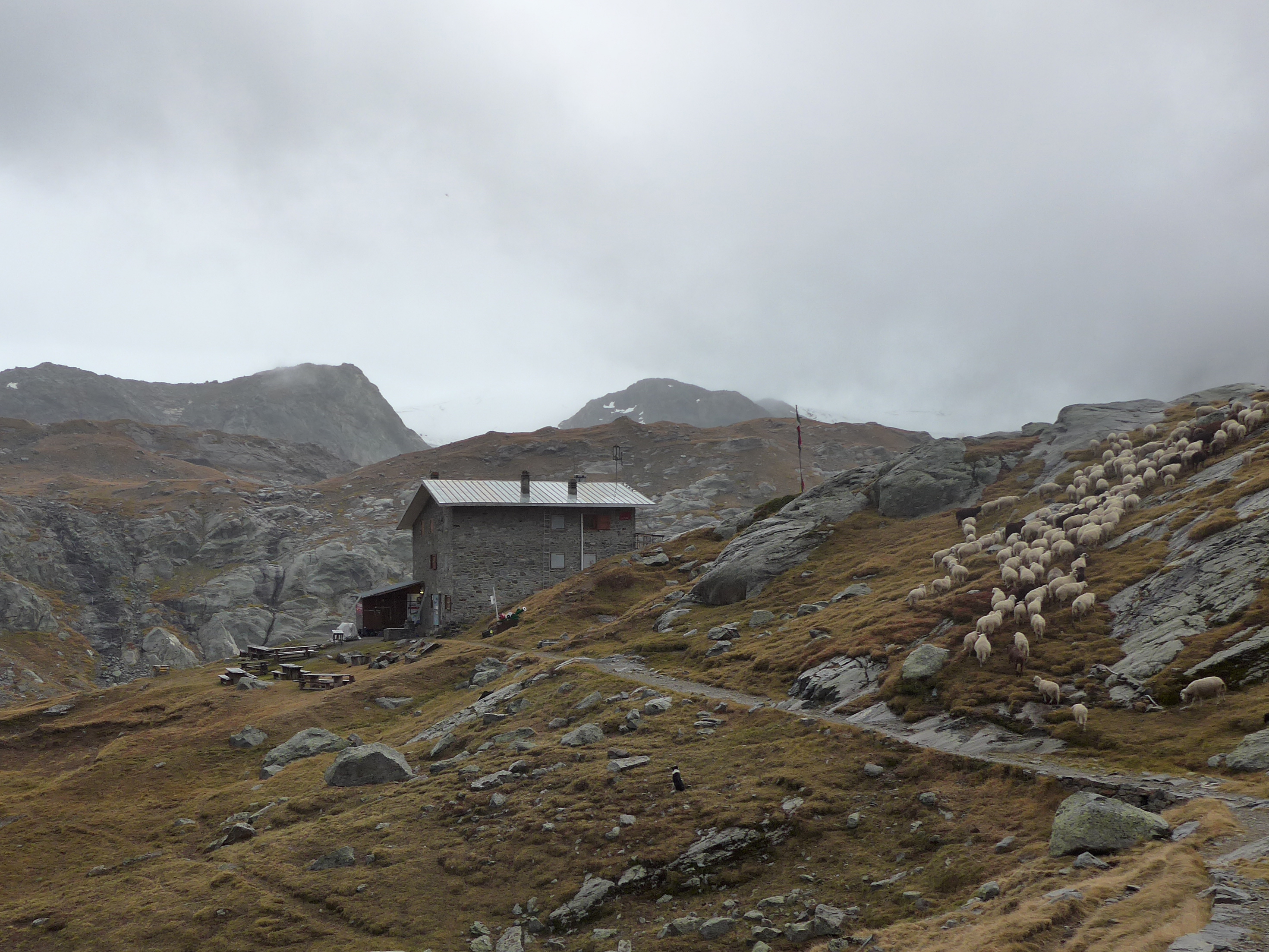
Rifugio Albert Deffeyes

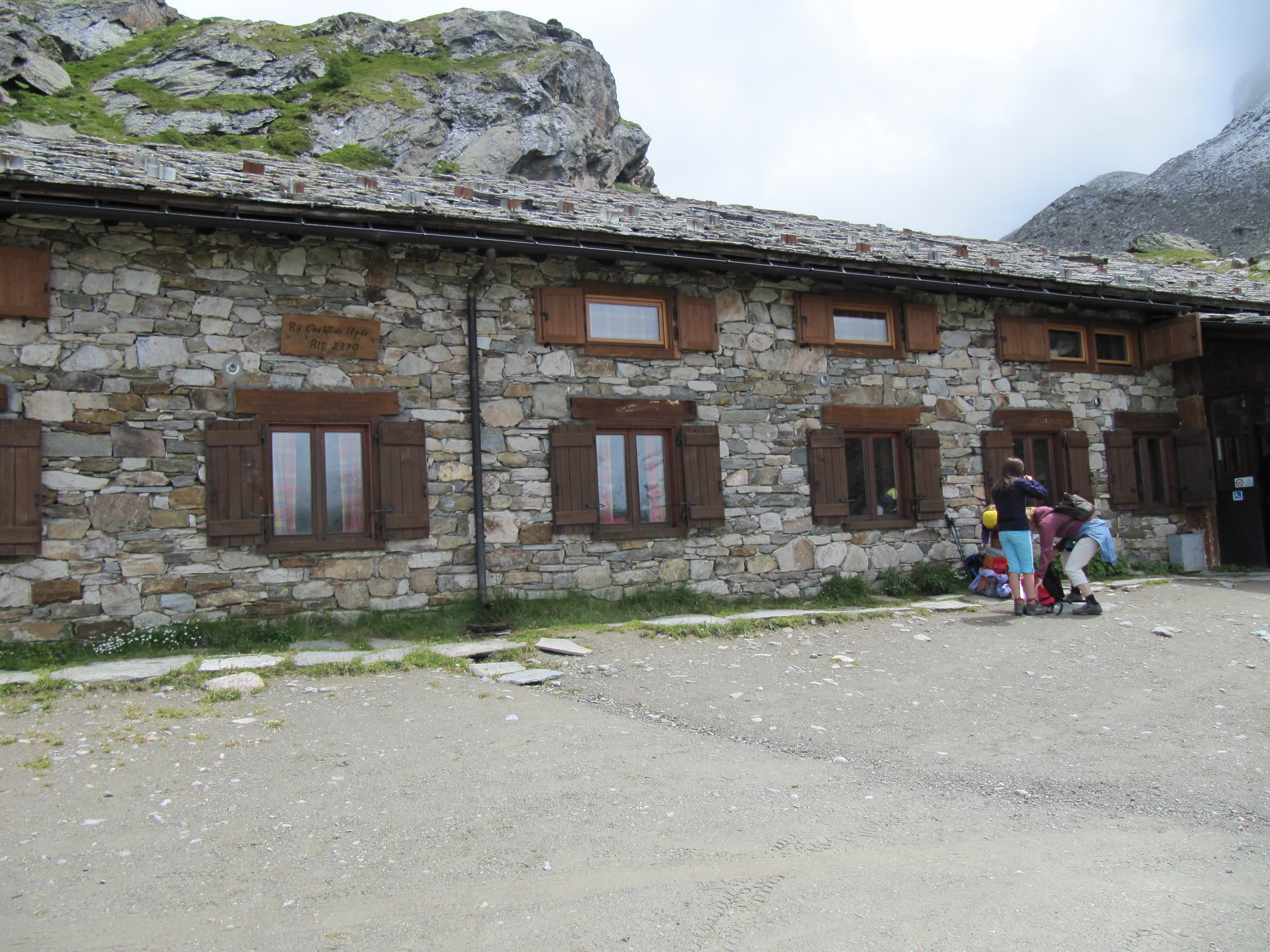
Rifugio Chalet de l'Épée

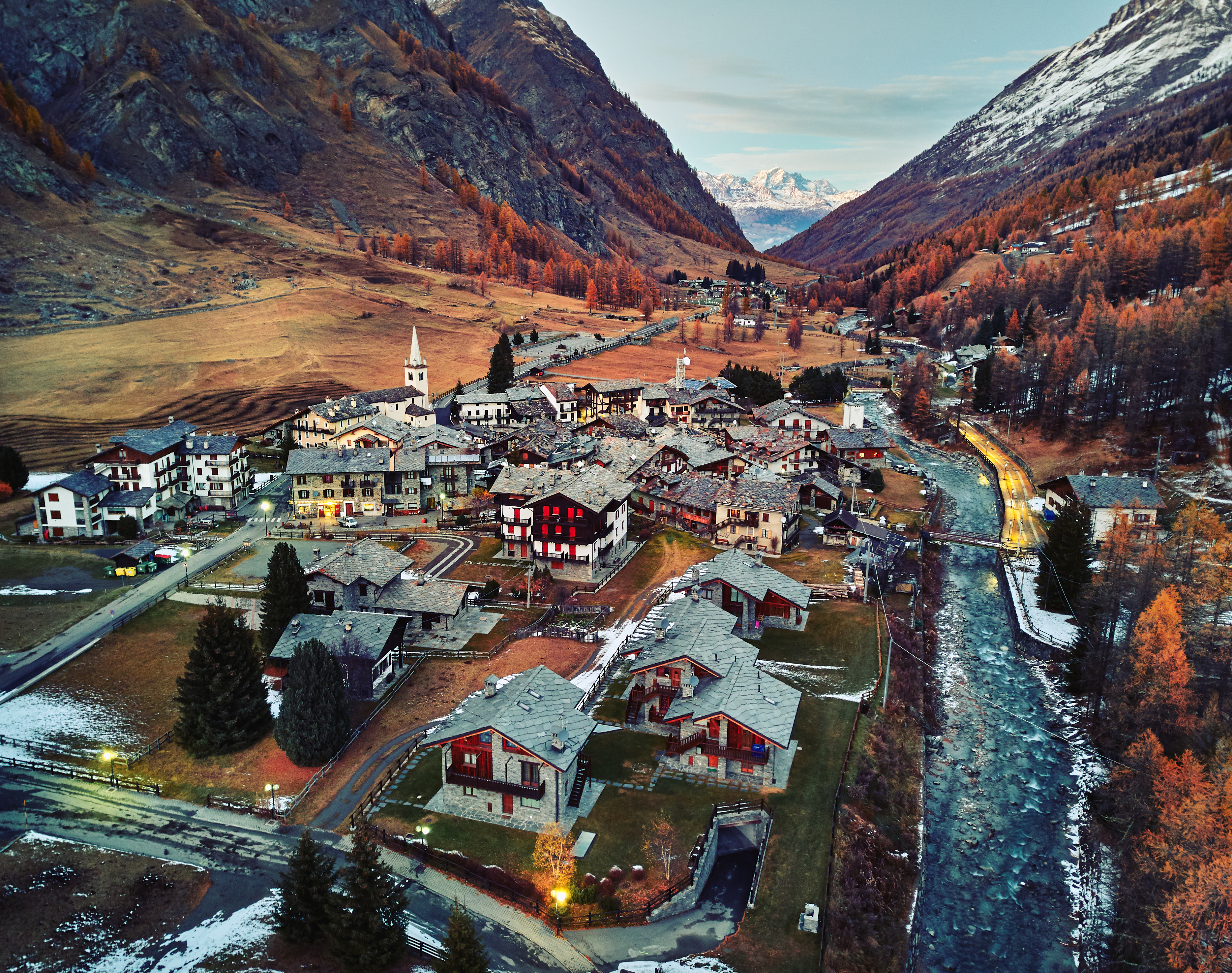
Rhêmes-Notre-Dame

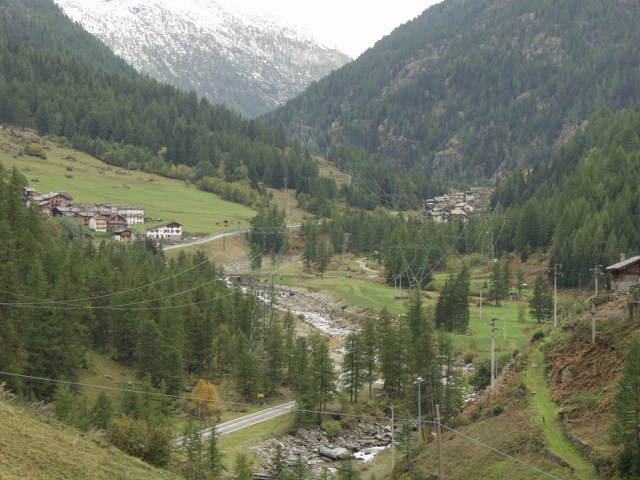
Valsavarenche

- 1ª tappa: si svolge interamente in Val Veny
  - Courmayeur - 1.224 m
  - Rifugio Elisabetta - 2.195 m
- 2ª tappa: dapprima si svolge in val Veny e poi, superato il col des Chavannes, continua nel Vallone di La Thuile
  - Rifugio Elisabetta - 2.195 m
  - Col des Chavannes - 2.603 m
  - Alpe Porassey - 1.900 m
  - La Thuile - 1.450 m
- 3ª tappa: si svolge interamente nel vallone di La Thuile
  - La Thuile - 1.450 m
  - Rifugio Albert Deffeyes - 2.494 m
  - Promoud - 2.022 m
- 4ª tappa: dapprima si svolge nel vallone di La Thuile e poi, superato il col de la Crosatie, continua nella Valgrisenche
  - Promoud - 2.022 m
  - Planaval - 1.554 m
- 5ª tappa: si svolge interamente nella Valgrisenche
  - Planaval - 1.554 m
  - La Frassy - 1.673 m
  - Rifugio Chalet de l'Épée - 2.370 m
- 6ª tappa: dapprima si svolge nella Valgrisenche e poi, superato il col Fenêtre, continua nella Val di Rhêmes
  - Rifugio Chalet de l'Épée - 2.370 m
  - Col Fenêtre - 2.840 m
  - Rhêmes-Notre-Dame - 1.725 m
- 7ª tappa: dapprima si svolge nella val di Rhêmes e poi, superato il col de l'Entrelor, continua nella Valsavarenche
  - Rhêmes-Notre-Dame - 1.725 m
  - Plan des Fées - 2.393 m
  - Col de l'Entrelor - 3.002 m
  - Lago Djouan - 2.515 m
  - Eaux-Rousses - 1.666 m
- 8ª tappa: dapprima si svolge nella Valsavarenche e poi, superato il col du Loson, continua nella val di Cogne
  - Eaux-Rousses - 1.666 m
  - Lévionaz-désot - 2.303 m
  - Col du Loson - 3.296 m
  - Rifugio Vittorio Sella - 2.584 m
- 9ª tappa: si svolge interamente nella val di Cogne
  - Rifugio Vittorio Sella - 2.584 m
  - Frazione Valnontey - 1.666 m
  - Cogne - 1.545 m
- 10ª tappa: si svolge interamente nella val di Cogne
  - Cogne - 1.545 m
  - Rifugio Sogno di Berdzé al Péradzà - 2.530 m
- 11ª tappa: dapprima si svolge nella val di Cogne e poi, superata la Fenêtre de Champorcher, continua nella valle di Champorcher
  - Rifugio Sogno di Berdzé al Péradzà - 2.530 m
  - Fenêtre de Champorcher - 2.827 m
  - Rifugio Misérin - 2.580 m - nei pressi del lago Misérin
  - Rifugio Dondena - 2.192 m
- 12ª tappa: si svolge interamente nella valle di Champorcher
  - Rifugio Dondena - 2.192 m
  - Champorcher - 1.427 m
- 13ª tappa: si svolge interamente nella valle di Champorcher
  - Champorcher - 1.427 m
  - Crest-Damon - 1.170 m
- 14ª tappa: 
  - Crest-Damon - 1.170 m
  - Santuario di Retempio - 1.460 m
  - Donnas - 330 m